# Phyllanthus chantrieri
Phyllanthus chantrieri är en emblikaväxtart som beskrevs av Éduard-François André. Phyllanthus chantrieri ingår i släktet Phyllanthus och familjen emblikaväxter.
Artens utbredningsområde är Vietnam. Inga underarter finns listade i Catalogue of Life.